# Brenner, Sydtyrolen
Brenner (tyskt uttal: [ˈbrɛnɐ], italienska: Brennero [ˈbrɛnnero], ladinska: Prëner) är en ort och kommun i provinsen Sydtyrolen i regionen Trentino-Sydtyrolen i norra Italien. Den är belägen i Brennerpasset, cirka 60 kilometer norr om Bolzano. Kommunen har 2 368 invånare (2024), på en yta av 114,29 km². Enligt 2024 års folkräkning talar 77,77 % av befolkningen tyska, 22,07 % italienska och 0,16 % ladinska som modersmål.
A22 (tyska: Brennerautobahn, italienska: L'Autostrada del Brennero) är en italiensk motorväg som går mellan Brenner och Modena.

## Orter
Orter (località) i kommunen Brenner med fler än 20 invånare (inom parentes invånarantal 2021):

- Brenner/Brennero (244)
- Gossensaß/Colle Isarco (1 242)
- Innerpflersch/Fleres di Dentro (102)
- Vallming/Valmigna (90)
- Reisenschuh (35)
- Gattern (55)